# كيشيا شانت
كيشيا شانت (بالإنجليزية: Keshia Chanté)‏ (من مواليد 16 يونيو 1988 في أوتاوا، كندا) هي مغنية ومذيعة تلفزيونية وممثلة وكاتبة أغاني كندية.

## روابط خارجية
- كيشيا شانت على موقع IMDb (الإنجليزية)
- كيشيا شانت على موقع ميوزك برينز (الإنجليزية)
- كيشيا شانت على موقع أول ميوزيك (الإنجليزية)
- كيشيا شانت على موقع ديسكوغز (الإنجليزية)
- كيشيا شانت على موقع قاعدة بيانات الفيلم (الإنجليزية)